# ホンダ・グローバルスモールプラットフォーム
グローバルスモールプラットフォーム (Global small platform)とはホンダのスモールカー用のプラットフォームの名称である。

## 概要
燃料タンクをフロントシート下に設置する「センタータンクレイアウト」を採用し、通常はデッドスペースとなるリアシート下を活用することにより、車体剛性を向上させた。併せて、フロアの低床化により、車高を高くすることなく室内高を確保し、車両全長を伸ばさずに居住性を向上させた。

### 搭載車種
- ブリオ
- フィット（初代、2代目）
- フィットハイブリッド（初代）
- フィットアリア / シティ（4代目）
- エアウェイブ / パートナー（2代目）
- フィットシャトル
- モビリオ / モビリオスパイク
- フリード / フリードスパイク
- 欧州向けシビック ハッチバック及びTypeR（8代目、9代目）
- インサイト（2代目）
- CR-Z

## 新グローバルスモールプラットフォーム

### 搭載車種
- フィット（3代目、4代目）
- フィットハイブリッド（2代目）
- フリード/フリード+
- シャトル
- ヴェゼル（初代、2代目）
- グレイス/シティ